# Faraoani
Faraoani es una comuna rumana del condado de Bacău.

## Historia
Hacia finales del siglo XIX la comuna, que formaba parte ya por entonces del condado de Bacău, tenía contabilizada una población de 1508 habitantes y estaba constituida únicamente por la localidad homónima. En la segunda mitad del siglo XX la comuna seguía perteneciendo a Bacău.